# Gävle kommun
60°40′N 17°10′Ø / 60.667°N 17.167°Ø
Gävle kommun er en kommune i  Gävleborgs län i den østlige del af det centrale Sverige. Hovedbyen er Gävle. Kommunen ligger i landskapet Gästrikland

## Administrativ historie
Den nuværene kommunen dannedes i to omgange;  Landskommunerne Hamråge, Hedesunda og Hille blev i 1969 lagt sammen med byen Gävle.  Ved kommunreformen 1971 blev den tidligere kommune Valbo lagt til.

## Byer og landsbyer i Gävle kommun
I Gävle kommun er der følgende småbyer. For mindre landsbyer og bebyggelser se sv:lista över orter i Gävle kommun.
- Bergby
- Berg, Hedesunda
- Björke
- Bönan
- Forsbacka
- Forsby
- Furuvik
- Gävle
- Hagsta
- Hamrångefjärden
- Hedesunda
- Lund
- Norrsundet
- Totra
- Trödje
- Valbo
- Åbyggeby
- Katrineholm, Gästrikland

## Seværdigheder
- Briggen Gerda
- Fiskehamnen Bönan
- Furuviksparken
- Julebukken i Gävle
- Sveriges järnvägsmuseum
- Gävle koncerthus
- Gävle teater
- Limön
- Valbo köpcentrum

## Større virksomheder
- ASSI Domän - Förenade Well
- Ericsson Radio Systems AB
- Gevalia
- Korsnäs AB
- eSunless Sverige
- Stora Enso AB
- Syntronic AB

## Venskabsbyer
- Næstved, Danmark
- Gjøvik, Norge
- Raumo, Finland
- Jūrmala, Lettland
- Buffalo City, Sydafrika
- Galva, USA

## Kunstnere fra Gävle
- Regina Lund
- Tomas DiLeva
- Lars-Åke Wilhelmsson (Babsan)
- Rolf Lassgård